# كيرلي وليامز
كيرلي وليامز (بالإنجليزية: Curley Williams)‏ هو مغن مؤلف أمريكي، ولد في 3 يونيو 1914 في القاهرة في الولايات المتحدة، وتوفي في 5 سبتمبر 1970 في مونتغومري في الولايات المتحدة.

## وصلات خارجية
- كيرلي وليامز على موقع IMDb (الإنجليزية)
- كيرلي وليامز على موقع ميوزك برينز (الإنجليزية)
- كيرلي وليامز على موقع ميوزك برينز (الإنجليزية)
- كيرلي وليامز على موقع ميوزك برينز (الإنجليزية)
- كيرلي وليامز على موقع ديسكوغز (الإنجليزية)
- كيرلي وليامز على موقع ديسكوغز (الإنجليزية)